# 八木本線料金所
八木本線料金所（やぎほんせんりょうきんじょ）は、京都府南丹市八木町玉ノ井仲山にある、京都縦貫自動車道の本線料金所である。宮津天橋立IC方面に向かう車両に対して通行券を発行し、大山崎JCT方面に向かう車両について千代川ICまでの通行料金を収受する。

## 歴史
- 1996年（平成8年）4月27日 : 京都縦貫自動車道（京都丹波道路[注釈 1]）の、丹波IC - 千代川IC間の開通に伴い供用開始。
- 2001年（平成13年）6月17日 : 八木西IC - 千代川IC間が4車線化。
- 2005年（平成17年）10月1日 : 道路関係四公団民営化により、京都丹波道路の保有を、独立行政法人 日本高速道路保有・債務返済機構に、管理を西日本高速道路株式会社に移管。
- 2010年（平成22年）6月28日 : 京都丹波道路で高速道路無料化社会実験が開始[1]。
- 2011年（平成23年）6月20日 : 政府が東北地方太平洋沖地震（東日本大震災）の復旧・復興費用をまかなうため、0時をもって高速道路無料化社会実験が一旦終了し、一時凍結される[2]。
- 2015年（平成27年）6月2日 : 丹波IC - 八木TB間の料金収受方法を、「単純支払方式」から「入口発券方式」に変更[3]。これに伴い、丹波IC方面に向かう車両に対して通行券を発行するようになる。

## 料金所
- ブース数 : 6

### 綾部JCT・丹波IC方面
- ブース数 : 3
  - ETC専用および一般またはETC・一般の可変式ブース : 2
  - 一般 : 1

### 沓掛IC・大山崎JCT方面
- ブース数 : 3

3ブースともETC専用および一般またはETC・一般の可変式ブース

## 隣
E9 京都縦貫自動車道（京都丹波道路）
(8)八木西IC - 八木TB - (9)八木中IC